# Word Up!
Word Up! é uma canção da banda americana Cameo que une elementos de funk e hip hop. A canção foi gravada originalmente em 1986 e ganhou versões da cantora Melanie Brown, pela banda Korn e pela girlband Little Mix.

## Versão de Melanie Brown
Lançado em 28 de junho de 1999, Word Up! o segundo single de Melanie.
O single alcançou apenas a posição 14 nas paradas devido à uma má divulgação e vendeu aproximadamente 50.000 cópias no Reino Unido, sendo o single de uma ex-Spice Girl que menos vendeu no anos 90. Também, na semana de estréia do single, as vendas de três dias não foram contadas para todos os singles, por causa de um problema técnico, embora isto faria um impacto muito pequeno na posição final do single. 
Por causa de sua gravidez Melanie não aparece no vídeo, motivo pelo qual ele é animado. Porém alguns países censuraram o vídeo por ser considerado considerado "explícito" demais por algumas vozes críticas. 
A canção ainda fez parte também da trilha sonora de "Austin Powers", que aumentou a exposição mundial da música.

### Faixas e formatos
| EP digital |                             |         |  |
| N.º        | Título                      | Duração |  |
| 1.         | "Word Up" (Radio Edit)      | 3:23    |  |
| 2.         | "Sophisticated Lady"        | 2:43    |  |
| 3.         | "Word Up" (Tim's Dance Mix) | 5:31    |  |

## Versão de Little Mix
A girl group britânica, Little Mix regravou a canção para o Sport Relief. O lançamento da canção para download digital foi disponibilizado em 16 de Março de 2014. A canção pegou peak de sexta posição na parada oficial do Reino Unido e em 8° na parada oficial da Escócia.

### Antecedentes e lançamento
Little Mix anunciou o lançamento do single em 16 de janeiro de 2014 e sua capa oficial foi divulgada em 24 de janeiro de 2014.  A primeira performance ao vivo de "Word Up" foi no no Sport Relief de 2014

### Recepção crítica
Robert Copsey, analista da Digital Spy falou que a canção teve "uma versão ofuscada no momento, devido a re-marca temporária", e Kevin Kevinpod do DirectLyrics disse que "as harmonias estão no ponto, e o resto da música é puro fogo".

### Certificação
| País (Empresa) | Certificação |
| -------------- | ------------ |
| Brasil (PMB)   | Ouro         |

### Histórico de lançamento
| País        | Data                | Formato          | Gravadora |
| ----------- | ------------------- | ---------------- | --------- |
| Reino Unido | 16 de Março de 2014 | Download digital | Syco      |
| Reino Unido | 17 de Março de 2014 | CD single        | Syco      |